# Список умерших в 928 году

## Июнь
- 28 июня — Людовик III Слепой, король Прованса и Нижней Бургундии (887—928), король Италии (900—905), император Запада (901—905)[1].

## Июль
- 15 июля — Стефан II, Патриарх Константинопольский (925—928).

## Декабрь
- Лев VI, Папа Римский (928)[2].

## Дата смерти неизвестна или требует уточнения
- Аль-Ахфаш аль-Асгар, арабский грамматист.
- Абу Авана аль-Исфараини, хадисовед и хафиз.
- Ишанаварман II, правитель Кхмерской империи (923—928).
- Томислав I, правитель Хорватии из династии Трпимировичей (910—928).
- Юсуф ибн Абу-с-Садж, аббасидский эмир Иранского Азербайджана (901—919 и 922—926).